# Jesiotrokształtne
Jesiotrokształtne (Acipenseriformes) – rząd ryb promieniopłetwych (Actinopterygii) obejmujący około 30 współcześnie żyjących gatunków o wielu archaicznych cechach budowy, w tym typowych dla rekinów. Są znane w zapisie kopalnym od wczesnej jury. Mają duże znaczenie gospodarcze ze względu na smaczne i delikatne mięso oraz czarny kawior wyrabiany z ich ikry. Niektóre dożywają 100 lat.

## Występowanie
Zamieszkują morskie, słodkie i słonawe wody półkuli północnej – Europy, Ameryki Północnej i północnej Azji.

## Cechy charakterystyczne
Jesiotrokształtne charakteryzują się wydłużonym, walcowatym ciałem, niemalże okrągłym w poprzecznym przekroju. Głowa wyciągnięta w ryj – rostrum z wysuwanym otworem gębowym w spodniej części. Otwór gębowy otacza kilka wąsów. Szczęki u okazów dorosłych są pozbawione zębów. Płetwa grzbietowa pojedyncza, przesunięta znacznie ku tyłowi. Struna grzbietowa pozostaje przez całe życie. Kręgosłup chrzęstny, niekompletny – z niewykształconymi trzonami kręgowymi, sięga do górnego płata heterocerkalnej płetwy ogonowej. Wzdłuż całego ciała, od głowy do ogona, przebiega pięć rzędów płytek kostnych – jeden na grzbiecie, po jednym na każdym z boków i dwa na spodniej części ciała. Taki układ płytek kostnych nie jest spotykany u innych promieniopłetwych.
Jesiotrokształtne osiągają długość kilku metrów i do 1500 kg masy ciała.

## Systematyka

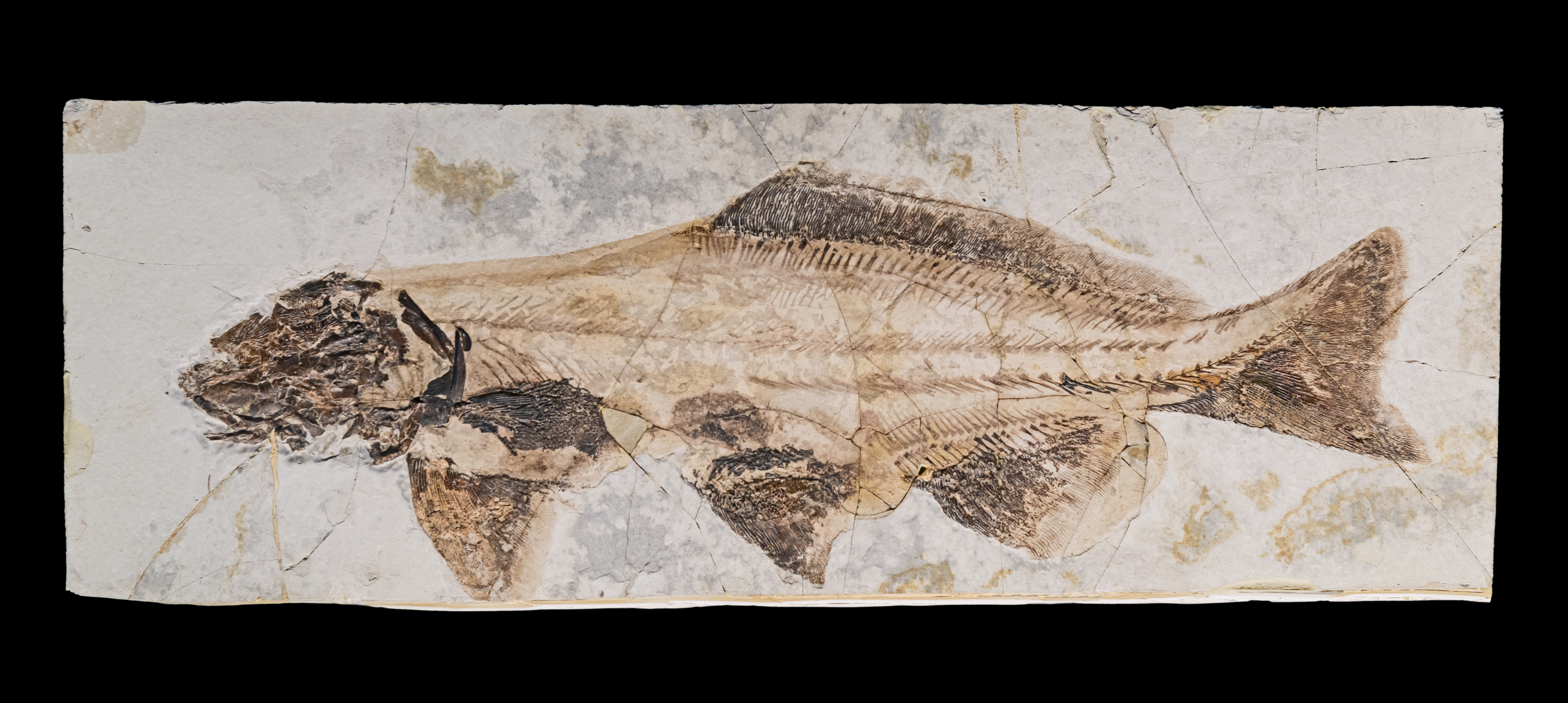
†Peipiaosteidae -Yanosteus longidorsalis

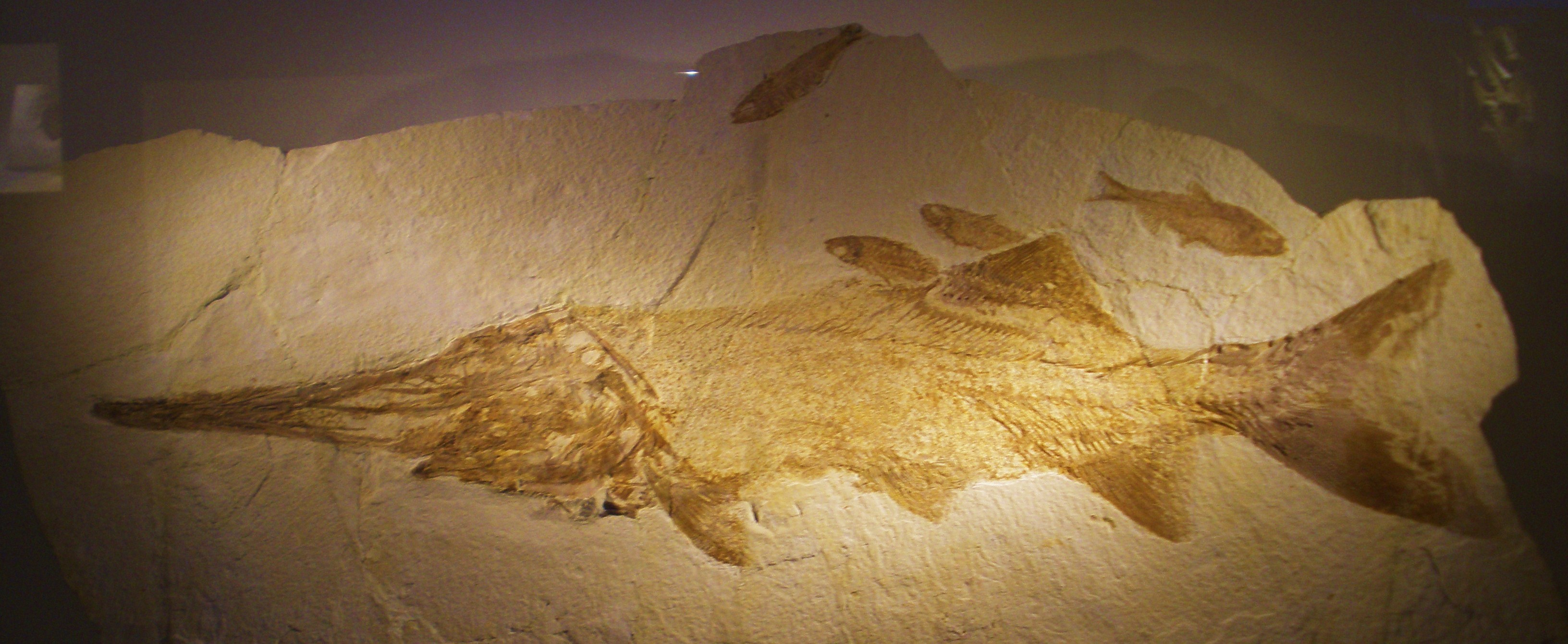
Wymarły Crossopholis magnicaudatus

Do ryb jesiotrokształtnych zaliczane są rodziny:
- Acipenseridae Bonaparte, 1831 – jesiotrowate
- Polyodontidae Bonaparte, 1835 – wiosłonosowate

oraz wymarłe
- Chondrosteidae Egerton, 1858
- Peipiaosteidae Liu & Zhou, 1965